# Carte de Freycinet
La carte de Freycinet, publiée en 1811 est la première carte présentant le contour complet de la Nouvelle Hollande. Elle est l’œuvre de Louis de Freycinet et de l’expédition Baudin en Australie. Elle précède de trois ans la publication de la carte d’Australie (Terra Australis ou Australia) de Matthew Flinders.

## Contexte – L'expédition Baudin
L’expédition Baudin en Australie a été conçue comme un voyage de découvertes pour approfondir les connaissances scientifiques et, sans doute aussi pour damer le pion aux expéditions du Capitaine James Cook. Napoléon Bonaparte, alors Premier Consul, donna officiellement son accord pour l’expédition sur les côtes de la Nouvelle-Hollande, après avoir reçu une délégation comprenant Nicolas Baudin et les membres éminents de l’Institut national des sciences et des arts, le 25 mars 1800. L’objectif explicite consistait en un voyage d’observations et de recherches relatives à la géographie et à l’histoire naturelle.

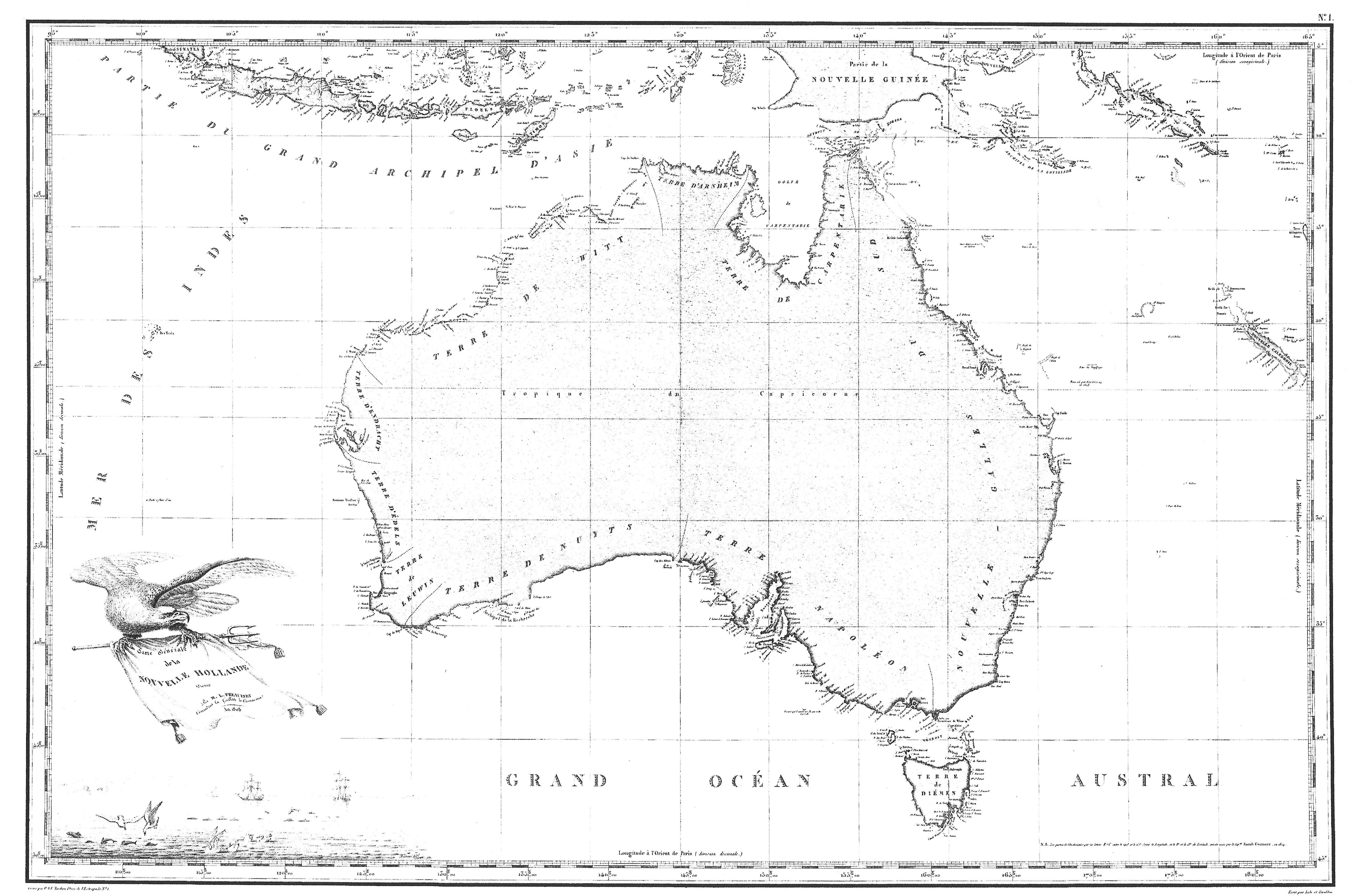
Carte de Freycinet (1811) – La première carte complète de la Nouvelle-Hollande (Australie) qui sera publiée.

Parmi les recrues qui intègrent les navires de l’expédition Baudin, le Géographe et le Naturaliste, figurent les enseignes de vaisseau Louis-Claude (Louis) de Saulses de Freycinet et son frère aîné Henri-Louis (Henri). À l’origine, Louis ne naviguait pas en tant que « géographe ». Les deux frères furent finalement élevés au grade de Lieutenant et Louis se vit attribuer le commandement de la goélette le Casuarina, achetée à Sydney pour faciliter les relevés au plus près des côtes. Un autre membre de l’expédition qui eut une importance primordiale sur les résultats de l’expédition fut l’assistant-zoologiste François Péron, alors âgé de 25 ans.
L’expédition quitta le Havre le 19 octobre 1800. En raison des retards liés à la réception des instructions et des problèmes auxquels l’expédition dut faire face à l’île Maurice (Île-de-France), le cap Leeuwin, à la pointe sud-ouest du continent ne fut atteint qu’au début de l’hiver austral en 1801. En contournant le cap Naturaliste, l’expédition pénétra dans la baie du Géographe. Lors de l’exploration, ils eurent à déplorer la perte d’une chaloupe et d’un marin, l’assistant-timonier Thimothée Vasse. En poursuivant leur route vers le nord, les navires furent séparés et ne purent se rejoindre qu’à Timor.
L’expédition fut durement affectée par la dysenterie et la fièvre mais les navires quittèrent Timor le 13 novembre 1801, traversant la Grande baie australienne pour atteindre la Terre de Diémen le 13 janvier 1802. La longueur complète de la côte orientale de la Tasmanie fut cartographiée et il y eut des rencontres fructueuses avec les autochtones. Alors que l’expédition entame ensuite ses relevés de la côte méridionale de l’Australie, le capitaine du Naturaliste, Jacques Félix Emmanuel Hamelin, décide de mettre le cap sur Port Jackson (Sydney) car il manque de vivres et d’eau et a besoin de remplacer ses ancres. Entre-temps, Baudin à bord du Géographe, poursuit sa route vers l’ouest, où il va rencontrer le capitaine anglais Matthew Flinders dans la baie de la Rencontre (Encounter Bay). Flinders informe Baudin de sa découverte de Kangaroo Island et des golfes Spencer et Saint-Vincent. Baudin navigue ensuite vers l’archipel de Nuyts, l’extrémité atteinte par Gulden Zeepaert en 1627, avant de mettre également le cap sur Port Jackson.
Avant de poursuivre son voyage, Baudin décide d’acheter une goélette de 30 tonneaux, qu’il nomme le Casuarina et de renvoyer le Naturaliste d’Hamelin en France. Lors du voyage, Louis de Freycinet, désormais promu Lieutenant, a démontré ses talents en tant qu’officier et hydrographe, et se voit affecter le commandement du Casuarina. L’expédition réalise ensuite les relevés du détroit de Bass avant de poursuivre sa route vers l’ouest, suivant la côte occidentale cap au nord, avant de faire escale à Timor, puis d’entreprendre l’exploration de la côte septentrionale de l’Australie. Faisant face à des vents contraires, à la maladie et « en raison des quadrupèdes et des émeus très malades », le 7 juillet 1803 Baudin décide de revenir en France. Lors du retour, Baudin meurt de tuberculose à l’île Maurice, le 16 septembre. L’expédition atteindra la rade de Lorient le 24 mars 1804. 

## Publication de la carte de Freycinet
La publication de la relation officielle de l’expédition, Voyage de découvertes aux Terres Australes, et des atlas associés, fut autorisée par Napoléon, le 4 août 1806. François Péron avec l’aide de son compagnon naturaliste Lesueur, en furent chargés, ainsi que Louis de Freycinet qui avait déjà participé au tracé des cartes, pour en entreprendre la cartographie. Mais en raison de retards et de difficultés multiples et variées, le projet a mis dix ans à voir le jour, ce qui entraîna une réelle confusion dans l’ordre de publication. Le premier volume, Historique, fut publié en 1807 mais le second volume, également intitulé Historique, ne parut qu’en 1816 bien que le volume 3, Navigation et Géographie, ait déjà été publié en 1815. Ceci fut en partie dû au décès de François Péron en 1810 également victime de tuberculose, lorsque Freycinet pris en charge la rédaction des derniers volumes, ce qui greva sérieusement les finances publiques.
Un certain nombre de controverses suivit la publication des volumes et des cartes, notamment l’occultation quasi complète de toute référence à Nicolas Baudin et, apparemment sur ordre de François Péron, l’application de noms français à de nombreux éléments et côtes géographiques déjà explorés et nommés par d’autres navigateurs, notamment Flinders. Ces noms furent remplacés dans les éditions qui suivirent.
La carte de Freycinet fut publiée dans la seconde partie de l’Atlas Historique en 1811. Elle était désignée comme étant la carte « complète » de l’Australie, mais elle ne l’était pas tout à fait si l’on se réfère aux cartes respectives de Freycinet et de Flinders. Toutes deux avaient des lacunes (il manquait des anses ou il s’était avéré trop dangereux d’entreprendre un relevé rapproché des côtes).

## Célébration du bicentenaire de la carte

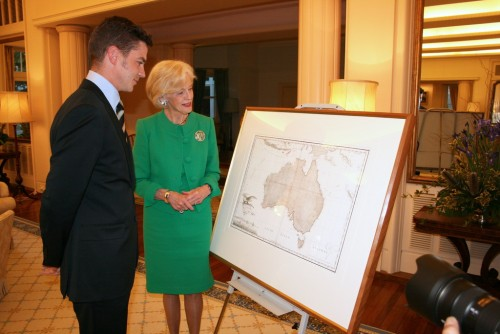
Henry de Freycinet présente une copie de la Carte de Freycinet (1811) au Gouverneur-Général Mme Quentin Bryce.

Pour marquer le bicentenaire de la publication de la carte de Freycinet, le 16 juin 2011, Henry de Freycinet, dernier descendant des Freycinet, offrit à Son Excellence, Mme Quentin Bryce, gouverneur général d’Australie, un exemplaire signé de la carte de Freycinet dans la Maison du gouvernement à Canberra.
La division Australia on the Map de l’Australasian Hydrographic Society, en collaboration avec la National Library of Australia et l’Ambassade de France, organisa un colloque international sur la carte de Freycinet le 19 juin 2011 à la National Library of Australia.